# Irán Castillo

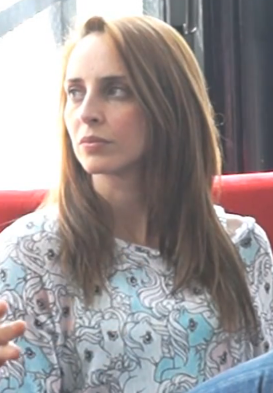
Irán Castillo, 2017

Irán Castillo Pinzón (* 4. Januar 1977 in Veracruz) ist eine mexikanische Schauspielerin und Sängerin.

## Leben
Bereits 1989 stand Castillo im Alter von zwölf Jahren erstmals vor der Kamera, als sie in einer Episode der Telenovela Ángeles blancos mitwirkte.
Ihre erste dauerhafte Rolle erhielt sie in der Fernsehserie Retrato de familia, in der sie (1995/96) in 90 Episoden die Rolle der Cristina Preciado Mariscal verkörperte. 2002 spielte sie in 25 Episoden von Clase 406 die Rolle der Magdalena Rivera.
Seit 1998 hat sie auch in mehreren Filmen mitgewirkt. Den Anfang machte sie in der mexikanischen Filmkomödie ¡Que vivan los muertos!. Ihre erste Hauptrolle erhielt sie in dem Filmdrama La segunda noche, das 2001 uraufgeführt wurde. Danach spielte sie die weibliche Hauptrolle in Amor xtremo (2006), Chiles xalapeños (2008), Sabel Redemption (2009) und 31 días (2013).
Neben ihrem Engagement bei Film und Fernsehen hat Castillo die Musik-CDs Tiempos nuevos (1997), Tatuada en tus besos (1999) und Amanecer (2014) aufgenommen.